# Büyükçalağıl, Sarıkaya
Büyükçalağıl là một xã thuộc huyện Sarıkaya, tỉnh Yozgat, Thổ Nhĩ Kỳ. Dân số thời điểm năm 2010 là 144 người.